# Stephen Schnetzer
Stephen Schnetzer (Canton, 11 giugno 1948) è un attore statunitense.
È famoso per il ruolo di Steve Olson in Il tempo della nostra vita, per il ruolo di Marcello Salta in Una vita da vivere e per il ruolo di Cass Winthrop in Destini, Così gira il mondo e Sentieri.

## Biografia
Schnetzer è nato a Canton (Massachusetts) ed è il figlio di Thomas A. Schnetzer. Suo padre era di origini tedesche e sua madre era una sposa di guerra proveniente dall'Algeria. Ha frequentato la Catholic Memorial School prima di diventare attore.

### Carriera
La sua carriera da attore inizia quando nel 1978 viene scelto per il ruolo di Steve Olson, fratello di Julie Olson Williams, nella soap opera Il tempo della nostra vita. Lascia il ruolo nel 1980 ed nello stesso anno entra nel cast della soap opera Una vita da vivere nel ruolo di Marcello Salta. Dal 1982 al 1999 ha interpretato l'avvocato Cass Winthrop in Destini, poi è apparso dal 1999 al 2002, nel 2005 e nel 2006 sempre nel ruolo di Cass Winthrop nella soap opera Così gira il mondo e anche in Sentieri nel 2002. Oltre alle soap opera, ha preso parte anche a serie TV di successo come Law & Order. Nel 2024 torna brevemente nel ruolo di Steve Olson ne Il tempo della nostra vita, ruolo che aveva lasciato 44 anni prima.

### Vita privata
Stephen Schnetzer è stato sposato dal 1976 con Amy Ingersoll. Dopo il divorzio dalla prima moglie ha sposato nel 1982 Nancy Snyder, incontrata sul set di Una vita da vivere. Hanno due figli, Max e Ben Schnetzer, anche quest'ultimo attore.

## Filmografia

### Cinema
- Hail, regia di Fred Levinson (1972)
- Brooklyn Lobster, regia di Kevin Jordan (2005)
- Ben's Plan, regia di Jenna Ricker (2007)
- Keys. Wallet. Phone., regia di Juliet Lashinsky-Revene - cortometraggio (2011)
- Aardvark, regia di Brian Shoaf (2017)
- A Case of Blue, regia di Dana H. Glazer (2020)
- Laurina, regia di Sylvia Caminer - cortometraggio (2022)
- Nyad - Oltre l'oceano (Nyad), regia di Jimmy Chin ed Elizabeth Chai Vasarhelyi (2023)

### Televisione
- The Taming of the Shrew, regia di William Ball e Kirk Browning – film TV (1976)
- Hawaii Squadra Cinque Zero (Hawaii Five-O) – serie TV, episodio 9x11 (1976)
- Fantasilandia (Fantasy Island) – serie TV, episodio 2x08 (1978)
- Love Boat – serie TV, episodio 2x26 (1979)
- Il tempo della nostra vita (Days of Our Lives) – serial TV, 114 puntate (1978-1980, 2024)
- Una vita da vivere (One Life to Live) – serial TV, 23 puntate (1980-1982)
- La rabbia degli angeli (Rage of Angels) – miniserie TV, 2 puntate (1983)
- Una ragazza a perdere (Shattered Innocence), regia di Sandor Stern – film TV (1988)
- Cosby indaga (The Cosby Mysteries) – serie TV, episodio 1x09 (1994)
- Prince Street – serie TV, episodio 1x02 (1997)
- Destini (Another World) – serial TV, 1186 puntate (1982-1999)
- Sentieri (The Guiding Light) – serial TV, 6 puntate (2002)
- Law & Order - I due volti della giustizia (Law & Order) – serie TV, episodi 13x20-16x18 (2003-2006)
- Così gira il mondo (As the World Turns) – serial TV, 37 puntate (1999-2006)
- New Amsterdam – serie TV, episodio 1x01 (2008)
- The Wire – serie TV, episodi 5x09-5x10 (2008)
- Law & Order: Criminal Intent – serie TV, episodio 7x14 (2008)
- Law & Order - Unità vittime speciali (Law & Order: Special Victims Unit) – serie TV, 4 episodi (2003-2008)
- Fringe – serie TV, episodio 1x11 (2009)
- Damages – serie TV, episodio 2x04 (2009)
- Rubicon – serie TV, episodi 1x04-1x05 (2010)
- Person of Interest – serie TV, episodio 2x15 (2013)
- Homeland - Caccia alla spia (Homeland) – serie TV, episodi 3x03-3x04 (2013)
- Forever – serie TV, episodio 1x07 (2014)
- The Blacklist – serie TV, episodio 2x18 (2015)
- The Following – serie TV, episodio 3x08 (2015)
- Flesh and Bone – miniserie TV, 2 puntate (2015)
- The Path – serie TV, episodio 1x06 (2016)
- Blue Bloods – serie TV, episodio 7x13 (2017)
- Billions – serie TV, episodio 2x10 (2017)
- Elementary – serie TV, episodio 6x19 (2018)
- The Show Must Go Online – serie web, episodi 3x06-4x05 (2020)
- The Endgame - La regina delle rapine (The Endgame) – serie TV, episodio 1x04 (2022)
- The Bay – serie TV, 14 episodi (2022-2024)

## Doppiatori italiani
Nelle versioni in italiano delle opere in cui ha recitato, Stephen Schnetzer è stato doppiato da:
- Gianni Bersanetti in Destini, Flesh and Bone
- Gianni Giuliano in Stagioni, Blue Bloods
- Antonio Angrisano in Law & Order - Unità vittime speciali (ep.5x18), Person of Interest
- Sergio Di Stefano in Law & Order - I due volti della giustizia (ep. 16x18)
- Enrico Di Troia in The Wire
- Francesco Orlando in Law & Order: Criminal Intent